# Famille de Belenet
La famille de Belenet, anciennement Bellenet ou Belleney, est une famille subsistante de la noblesse française originaire de Franche-Comté.
Elle compte parmi ses membres des officiers dont trois généraux, un ambassadeur, un homme politique actuel.

## Histoire
La famille de Belenet (anciennement Bellenet ou Belleney) est originaire de Montbéliard où on la trouve au XVIe siècle. Christophe Belleney, originaire de Porrentruy se fixa à Vesoul vers 1647.
La famille de Belenet fut anoblie par un office de secrétaire du roi près le parlement de Besançon (1740-1759). Elle obtient confirmation de sa noblesse le 6 mai 1826 par une ordonnance du roi Charles X et c'est depuis cette époque que la famille Belenet fait précéder son nom d'une particule.
Elle est membre de l'Association d'entraide de la noblesse française depuis 1951.

## Filiation
Jacques Bellenet (1659-1713), originaire de Navenne près de Vesoul se fixa dans cette ville en 1685 où il devint procureur et notaire. Il épousa Catherine Vallot, dont :
Jean Claude Joseph Bellenet (1698-1759), conseiller au présidial de Vesoul, marié à N. Bullet de Bougnon, fut anobli par l'office de secrétaire du roi près le Parlement de Besançon (1740-1759), dont :
Jacques Joseph Belenet (1732-1803), son fils, fit partie des gentilshommes de Franche-Comté  qui signèrent en 1788 une adresse au roi. Il épousa Élisabeth de Mousin de Villers et eut trois fils dont :
Augustin-Jacques-Georges de Belenet (1786-1872), capitaine des gardes du corps du roi Louis XVIII, lieutenant-colonel de cavalerie, officier de la Légion d'honneur, chevalier de l'ordre royal de Saint-Louis, épousa en 1813 Madeleine-Antoinette Levert, dont:
- Adolphe-Marc-Marie de Belenet (1818-1900), colonel des gardes mobiles, chevalier de la Légion d'honneur marié en 1854 à  Marie-Charlotte Fanely Bouveiron, auteur d'une branche ainée[2].
  - Jean de Belenet (1867-1951), général de division, grand-officier de la Légion d'honneur
    - François Henry Marie Ferdinand de Belenet (1905-1968), général de corps d'armée, grand-officier de la Légion d'honneur, médaille de la Résistance[5], croix de guerre 39-45[6].
- Alexandre Augustin de Belenet (1821-1895), marié en 1861 à Berthe Berthier de Grandry, auteur d'une branche cadette[2].

## Personnalités
- Antoine de Belenet (1787-1872), colonel du 1er régiment d'artillerie, de la première promotion de Polytechnique, officier de la Légion d'honneur, chevalier de l'ordre de Saint-Louis, décoré du Lys, fit la campagne de Russie (1812) où il perdit les deux jambes[7].
- Jean de Belenet (1867-1951), général de division, grand-officier de la Légion d'honneur
- Alexis de Belenet (1882-1914), lieutenant au 3e régiment de tirailleurs, mort pour la France au combat du Bois de Saint-Huan (Oise), le 22 décembre 1914, chevalier de la Légion d’honneur à titre posthume[8].
- Fernand de Belenet (1883-1914), sergent au 42e régiment d'infanterie, mort pour la France au combat de Bouillancy (Oise), le 6 septembre 1914[9].
- Olivier de Belenet (1893-1966), chef de bataillon d'artillerie, officier de la Légion d'honneur, Croix de Guerre 14-18 (avec palme), TOE, 39-45[10], remarqué pour son barrage d'artillerie lors de la défense d'Amiens en début juin 1940[11].
- Henri de Belenet (1905-1944), capitaine méhariste de la 1re armée française, mort pour la France le 30 janvier 1944 (attaque du belvédère), à la bataille du Monte Cassino, chevalier de la Légion d'honneur à titre posthume[12].
- François Henry Marie Ferdinand de Belenet (1905-1968), général de corps d'armée, grand-officier de la Légion d'honneur, médaille de la Résistance[5], croix de guerre 39-45[6].
- Jacques de Belenet (1934), général de brigade, officier de la Légion d'honneur[13].
- Régis de Belenet (1942-2017)[14], diplomate, ancien ambassadeur au Danemark (2001-2005) et au Pakistan (2005-2008), ministre plénipotentiaire, officier de la Légion d'honneur, officier de l'Ordre national du mérite[15].
- Arnaud de Belenet (né en 1975), maire, conseiller général, sénateur de Seine-et-Marne.

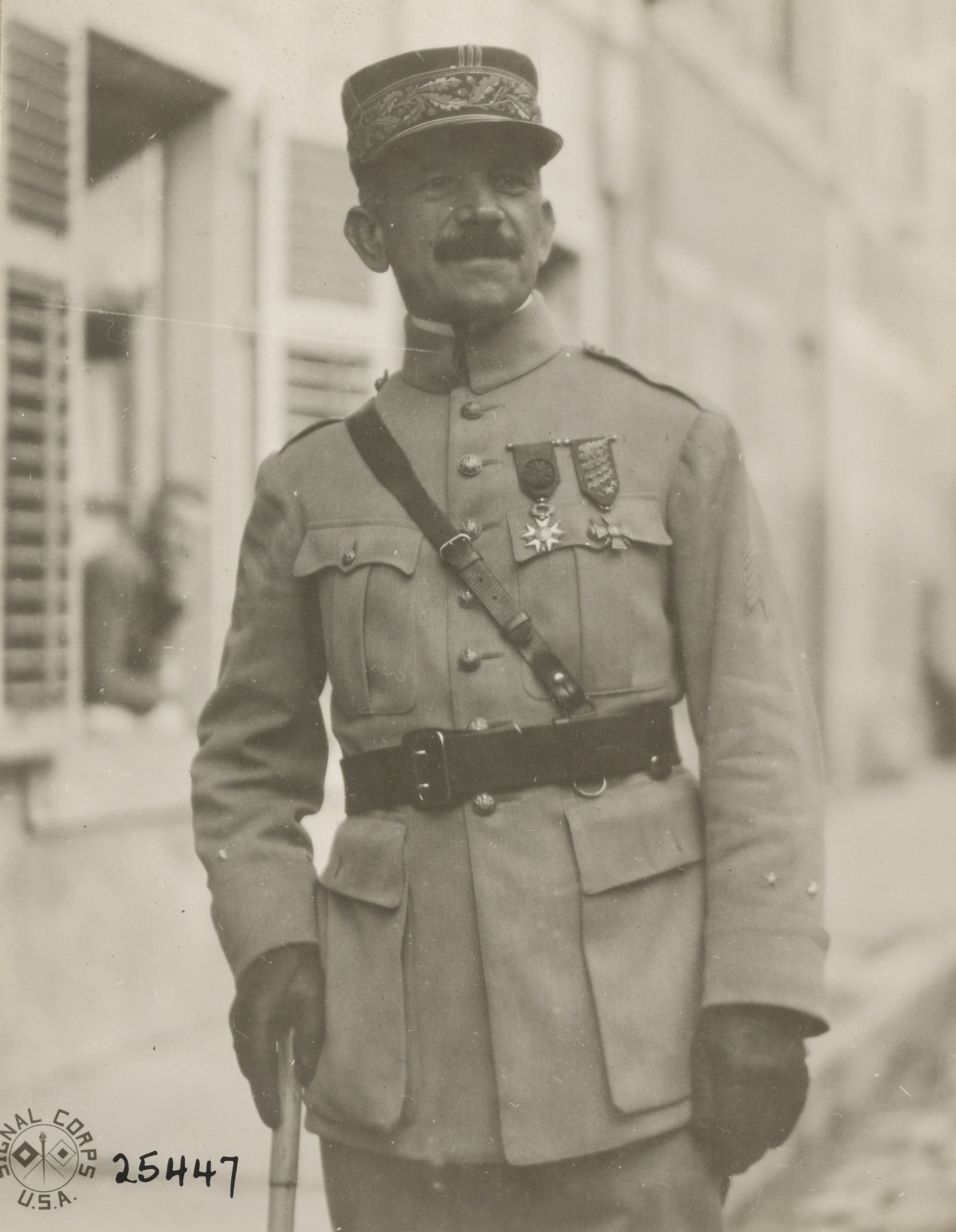
Jean de Belenet (1867-1951)
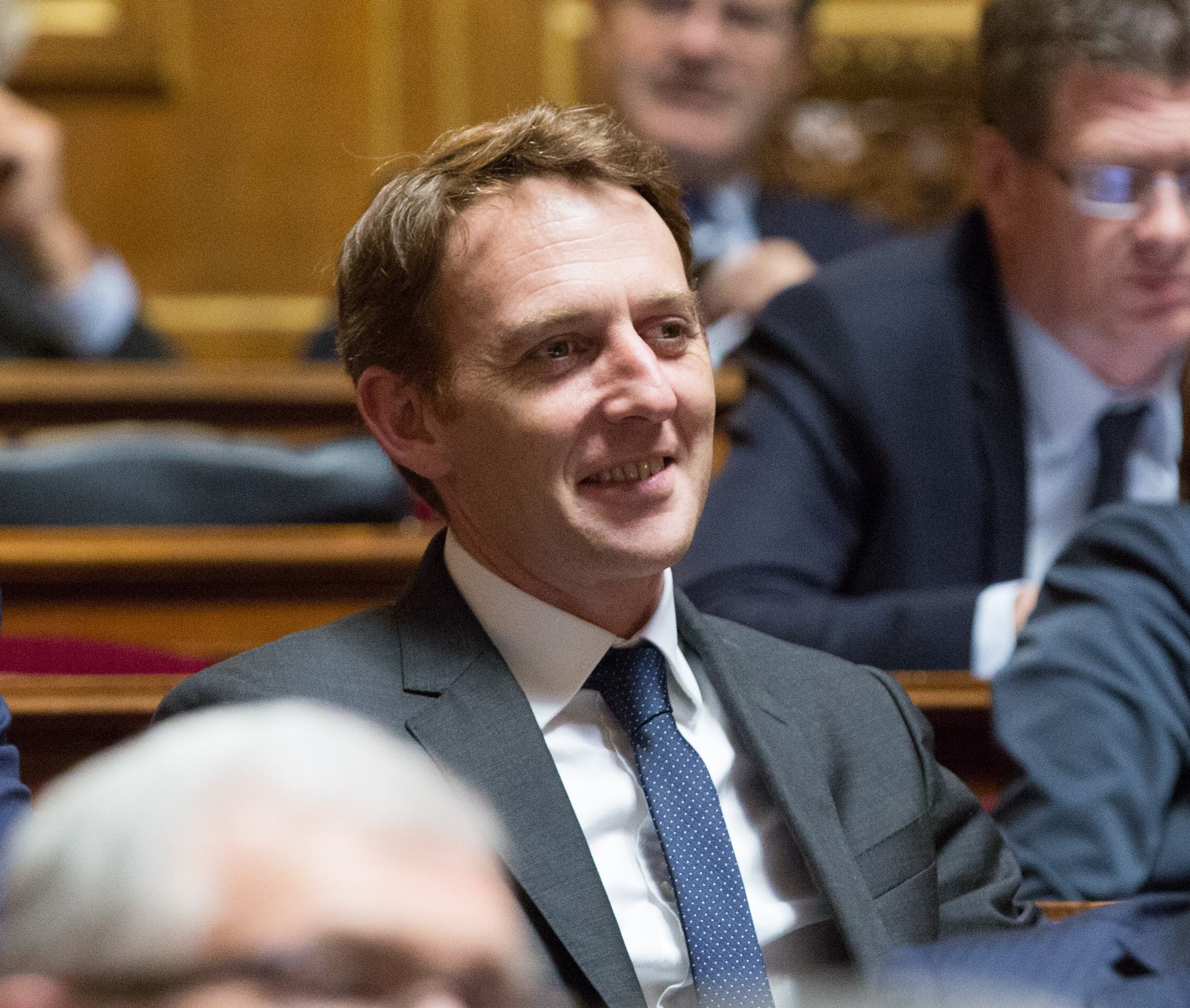
Arnaud de Belenet (1975)

## Alliances
Les principales alliances de la famille de Belenet sont : Vallot, Bugnet de Bougnon, Mousin de Villers, Le Vert, Anot de Maizieres, Le Vert, Berthier de Grandry, Bouveiron, de Saint-Pern, de Beaumont-Beynac, Lamy de La Chapelle, de Riverieulx de Varax, Regnier, Rocquigny, de Raguenel de Montmorel, Heudiard, Jallot, Lafoix, Pelleterat de Borde, Cazin, de La Ville de Férolles des Dorides, Dufour, de Belot, de Montangon, de Benoist de Gentissart, Altmayer, Leschallier de Lisle, de Moucheron, Asselin de Williencourt, Le Barrois d'Orgeval, de Blauwe, d'Anglemont de Tassigny, de Gourcy, de Monicault, d'Amedor de Mollans, de Lesquen du Plessis-Casso, Bessombes, Chamblais, Boisselet, Millerioux, etc.

## Armes
- Armes : D'azur à un chevron d'or accompagné de trois roses du même
- Devise : J'ai changé de Ciel mais pas de Dieu

## Pour approfondir